# عيرجابو
عيرجابو (بالصومالية: Ceerigaabo) عاصمة محافظة سناج، المتميزة بسلاسلها الجبلية ومن ضمنها جبال جوليس التي تضم قمة سورد وجبال أوغو التي تضم قمة شيمبريس التي تصل إلى ارتفاع 2,460 متر.

## التركيبة السكانية
تستوطن مدينة عيرجابو عشائر صومالية أبرزها هبر يونس، وطلبهنتي، وورسنغلي، وهبرجعلو، وينشط السكان في الرعي والزراعة.

## التعليم
تملك جامعة شرق أفريقيا فرعا في مدينة عيرجابو، وكذلك تقدم جامعتا سناج وجولس التعليم العالي لسكان المدينة، وتقدم جامعة ملكة سبأ دورات دراسية مجانية للنساء في محافظة سناج.

## المناخ
يظهر الجدول التالي التغييرات المناخية على مدار السنة لايرجافو:
| البيانات المناخية لـ{{{location}}} | البيانات المناخية لـ{{{location}}} | البيانات المناخية لـ{{{location}}} | البيانات المناخية لـ{{{location}}} | البيانات المناخية لـ{{{location}}} | البيانات المناخية لـ{{{location}}} | البيانات المناخية لـ{{{location}}} | البيانات المناخية لـ{{{location}}} | البيانات المناخية لـ{{{location}}} | البيانات المناخية لـ{{{location}}} | البيانات المناخية لـ{{{location}}} | البيانات المناخية لـ{{{location}}} | البيانات المناخية لـ{{{location}}} | البيانات المناخية لـ{{{location}}} |
| الشهر                              | يناير                              | فبراير                             | مارس                               | أبريل                              | مايو                               | يونيو                              | يوليو                              | أغسطس                              | سبتمبر                             | أكتوبر                             | نوفمبر                             | ديسمبر                             | المعدل السنوي                      |
| ---------------------------------- | ---------------------------------- | ---------------------------------- | ---------------------------------- | ---------------------------------- | ---------------------------------- | ---------------------------------- | ---------------------------------- | ---------------------------------- | ---------------------------------- | ---------------------------------- | ---------------------------------- | ---------------------------------- | ---------------------------------- |
| الدرجة القصوى °ف                   | 86.9                               | 92.3                               | 89.6                               | 92.3                               | 88.7                               | 86.9                               | 86.9                               | 86.0                               | 86.0                               | 85.1                               | 85.1                               | 82.4                               | 92.3                               |
| متوسط درجة الحرارة الكبرى °ف       | 76.1                               | 77.9                               | 77.9                               | 79.7                               | 79.7                               | 78.8                               | 78.8                               | 78.8                               | 77.9                               | 77.0                               | 75.2                               | 74.3                               | 77.7                               |
| المتوسط اليومي °ف                  | 59.0                               | 60.8                               | 62.6                               | 64.4                               | 66.2                               | 67.1                               | 67.1                               | 67.1                               | 65.3                               | 61.7                               | 59.9                               | 58.1                               | 63.3                               |
| متوسط درجة الحرارة الصغرى °ف       | 41.9                               | 44.6                               | 47.3                               | 50.0                               | 52.7                               | 55.4                               | 56.3                               | 56.3                               | 52.7                               | 47.3                               | 44.6                               | 41.9                               | 49.3                               |
| أدنى درجة حرارة °ف                 | 25.7                               | 32.9                               | 32.9                               | 35.6                               | 34.7                               | 39.2                               | 41.0                               | 40.1                               | 37.4                               | 32.0                               | 26.6                               | 25.7                               | 25.7                               |
| الهطول إنش                         | 0.7                                | 0.5                                | 1.3                                | 1.5                                | 3.2                                | 2.5                                | 0.4                                | 1.6                                | 4.5                                | 0.3                                | 0.5                                | 0.1                                | 17.1                               |
| الدرجة القصوى °م                   | 30.5                               | 33.5                               | 32.0                               | 33.5                               | 31.5                               | 30.5                               | 30.5                               | 30.0                               | 30.0                               | 29.5                               | 29.5                               | 28.0                               | 33.5                               |
| متوسط درجة الحرارة الكبرى °م       | 24.5                               | 25.5                               | 25.5                               | 26.5                               | 26.5                               | 26.0                               | 26.0                               | 26.0                               | 25.5                               | 25.0                               | 24.0                               | 23.5                               | 25.4                               |
| المتوسط اليومي °م                  | 15.0                               | 16.0                               | 17.0                               | 18.0                               | 19.0                               | 19.5                               | 19.5                               | 19.5                               | 18.5                               | 16.5                               | 15.5                               | 14.5                               | 17.4                               |
| متوسط درجة الحرارة الصغرى °م       | 5.5                                | 7.0                                | 8.5                                | 10.0                               | 11.5                               | 13.0                               | 13.5                               | 13.5                               | 11.5                               | 8.5                                | 7.0                                | 5.5                                | 9.6                                |
| أدنى درجة حرارة °م                 | −3.5                               | 0.5                                | 0.5                                | 2.0                                | 1.5                                | 4.0                                | 5.0                                | 4.5                                | 3.0                                | 0.0                                | −3.0                               | −3.5                               | −3.5                               |
| الهطول مم                          | 18                                 | 13                                 | 33                                 | 38                                 | 81                                 | 64                                 | 10                                 | 41                                 | 114                                | 8                                  | 13                                 | 2                                  | 435                                |
| متوسط أيام هطول الأمطار            | 1                                  | 3                                  | 6                                  | 5                                  | 8                                  | 9                                  | 1                                  | 5                                  | 15                                 | 1                                  | 2                                  | 0                                  | 56                                 |
| متوسط الرطوبة النسبية (%)          | 34                                 | 35                                 | 42                                 | 56                                 | 51                                 | 48                                 | 43                                 | 49                                 | 55                                 | 43                                 | 34                                 | 37                                 | 44                                 |
| [بحاجة لمصدر]                      |                                    |                                    |                                    |                                    |                                    |                                    |                                    |                                    |                                    |                                    |                                    |                                    |                                    |

## شخصيات ملحوظة
- عبد الله قرشي، مغني صومالي يعتبر رائد الفن الصومالي
- جامع علي قورشيل، نائب رئيس المجلس الثوري الأعلى